# Japan Gold Disc Awards
Der Japan Gold Disc Award (日本ゴールドディスク大賞 Nihon Gōrudo Disuku Taishō) ist ein Musikpreis, der von der Recording Industry Association of Japan seit 1987 vergeben wird.
Geehrt werden Künstler und Werke, die im vorangegangenen Musikjahr den meisten Umsatz erwirtschaften konnten. Dabei werden neben physischen Tonträgerverkäufen auch Musikdownloads, Streaming und Videoabrufe bei der Wahl der Gewinner berücksichtigt.
Bei der Preisverleihung werden sowohl die erfolgreichsten heimischen als auch die umsatzstärksten internationalen Künstler gewürdigt. Während der Verleihungszeremonie werden den Künstlern auch Gold- und Platinauszeichnungen, die diese innerhalb eines Musikjahres erreicht haben, in Form von veredelten Schallplatten verliehen.

## Auswahlverfahren
Die potenziellen Nominierungen werden anhand der Verkaufszahlen ermittelt. Dabei werden neben Tonträgerverkäufe (CDs, DVDs und Blu-ray-Discs) auch Musikdownloads, Musikstreaming und Videoaufrufe bei der Ermittlung berücksichtigt. Bei physischen Verkäufen werden zurückgesendete Ton- und Bildträger von der Verkaufszahl abgezogen und so eine Gesamtverkaufszahl berechnet.
Die Zahlen werden innerhalb eines Musikjahres erhoben und ausgewertet, wobei die Erhebungsperiode in der Vergangenheit mehrfach leicht geändert wurde.

## Kategorien
| aktuell vergebene Kategorien - Artist of the Year - New Artist of the Year - Best Enka: - Songs - Albums - Artists - New Artists - Song of the Year - Song of the Year by Download - Song of the Year by Streaming - Album of the Year - Classical - Jazz - Instrumental - Soundtrack - Animation - Pure Japanese Music - Concept Album of the Year - Music Video of the Year - Special Awards - Best Asian Artist | früher vergebene Kategorien - Best Rock/Pop Album of the Year - Japanese Albums - Western Albums - Best Album Award (Curatoral Division) - Song of the Year (Enka) - Single of the Year (Western Music) - Concept Album of the Year (Compilation) - PC Distribution Song of the Year - Raku Song of the Year - Chaku Song of the Year |

## Auswertungszeiträume
In den vergangenen Jahren wurden die Auswertungszeiträume mehrfach angepasst.
- Von 1987 bis 1999: Zeitraum vom 21. Januar des vorausgegangenen Jahres bis 20. Januar im Verleihungsjahr. 1[1]
- 2000: Zeitraum vom 21. Januar des vorausgegangenen Jahres bis zum 31. Januar im Verleihungsjahr.[2]
- Von 2001 bis 2003: Zeitraum vom 1. Februar des vorausgegangenen Jahres bis zum 31. Januar im Verleihungsjahr.[3]
- Von 2004 bis 2010: Vom 1. Januar bis 31. Dezember des vorausgegangenen Jahres.[4]
- 2011: Zeitraum vom 1. Januar bis 31. Oktober des vorausgegangenen Jahres.[5]
- 2012 und 2013: Zeitraum vom 1. November vor zwei Jahren bis zum 31. Oktober des vorausgehenden Jahres. 2[6]
- 2014: Zeitraum vom 1. November vor zwei Jahren bis zum 31. Dezember des vorausgehenden Jahres.[7]
- Seit 2015: Zeitraum vom 1. Januar bis zum 31. Dezember des vorausgegangenen Jahres.[8]

## Bisherige Preisträger
| Jahr | Preisträger                | Preisträger                        | Preisträger |
| Jahr | Artist of the Year (Japan) | Artist of the Year (International) | Quelle      |
| ---- | -------------------------- | ---------------------------------- | ----------- |
| 1987 | Akina Nakamori             | Madonna                            | [ 9 ]       |
| 1988 | Rebecca                    | The Beatles                        | [ 9 ]       |
| 1989 | Boøwy                      | Bon Jovi                           | [ 9 ]       |
| 1990 | Southern All Stars         | Madonna                            | [ 9 ]       |
| 1991 | Yumi Matsutōya             | Madonna                            | [ 9 ]       |
| 1992 | Chage and Aska             | Guns N’ Roses                      | [ 9 ]       |
| 1993 | Chage and Aska             | Madonna                            | [ 9 ]       |
| 1994 | Wands                      | The Beatles                        | [ 9 ]       |
| 1995 | TRF                        | Mariah Carey                       | [ 9 ]       |
| 1996 | TRF                        | Mariah Carey                       | [ 9 ]       |
| 1997 | Namie Amuro                | Me & My                            | [ 9 ]       |
| 1998 | Glay                       | Celine Dion                        | [ 9 ]       |
| 1999 | B’z                        | Celine Dion                        | [ 9 ]       |
| 2000 | Hikaru Utada               | Celine Dion                        | [ 10 ]      |
| 2001 | Ayumi Hamasaki             | The Beatles                        | [ 11 ]      |
| 2002 | Ayumi Hamasaki             | Backstreet Boys                    | [ 12 ]      |
| 2003 | Hikaru Utada               | Avril Lavigne                      | [ 13 ]      |
| 2004 | Ayumi Hamasaki             | Twelve Girls Band                  | [ 14 ]      |
| 2005 | Orange Range               | Queen                              | [ 15 ]      |
| 2006 | Kumi Koda                  | O-Zone                             | [ 16 ]      |
| 2007 | Kumi Koda                  | Daniel Powter                      | [ 17 ]      |
| 2008 | Exile                      | Avril Lavigne                      | [ 18 ]      |
| 2009 | Exile                      | Madonna                            | [ 19 ]      |
| 2010 | Arashi                     | The Beatles                        | [ 20 ]      |
| 2011 | Arashi                     | Lady Gaga                          | [ 21 ]      |
| 2012 | AKB48                      | Lady Gaga                          | [ 22 ]      |
| 2013 | AKB48                      | Che’Nelle                          | [ 23 ]      |
| 2014 | AKB48                      | One Direction                      | [ 24 ]      |
| 2015 | Arashi                     | One Direction                      | [ 25 ]      |
| 2016 | Arashi                     | The Beatles                        | [ 26 ]      |
| 2017 | Arashi                     | Ariana Grande                      | [ 27 ]      |
| 2018 | Namie Amuro                | The Beatles                        | [ 28 ]      |
| 2019 | Namie Amuro                | Queen                              | [ 29 ]      |
| 2020 | Arashi                     | Queen                              | [ 30 ]      |
| 2021 | Arashi                     | Queen                              | [ 31 ]      |
| 2022 | Snow Man                   | The Beatles                        | [ 32 ]      |
| 2023 | Snow Man                   | The Beatles                        | [ 33 ]      |
| 2024 | Snow Man                   | The Beatles                        | [ 34 ]      |
| 2025 | Mrs. Green Apple           | Taylor Swift                       | [ 35 ]      |